# Acid Black Cherry
Acid Black Cherry (em japonês: アシッドブラックチェリー; romaniz.: Ashiddo Burakku Cherī; abreviado/apelidado como ABC) foi um projeto musical solo do ex-vocalista de Janne Da Arc, Yasu. Foi formado em 2007, após o anúncio de hiato da banda.
Desde sua estreia, o grupo lançou dezenove singles, cinco álbuns de estúdio e quatro álbuns de covers, todos os quais alcançaram da sétima até a primeira posição na Oricon Albums Chart.
Devido a condição de saúde de yasu, o grupo entrou em hiato em 2017.

## Visão geral
Acid Black Cherry é o projeto solo do ex vocalista de Janne Da Arc, Yasunori Hayashi, conhecido pelo nome artístico yasu. Foi formado em 2007 depois que Janne Da Arc anunciou seu hiato por tempo indeterminado em janeiro.
Sobre o nome da banda, Yasu disse: No Japão, o termo 'ABC' significa algo sujo - A para beijar, B para carícias e C para sexo - então escolhi as iniciais 'ABC'.
O projeto conta com músicos suporte como Junji do Siam Shade, Shuse e Hiro do La'cryma Christi, Akihide do Breakerz, etc.
Yasu afirma que sua maior influência é banda de hard rock Dead End.

## Carreira
O Acid Black Cherry estreou em 18 de julho de 2007 com o single "Spell Magic" com o suporte de músicos como Sugizo e Shuse do La'cryma Christi. O single alcançou a quarta posição na Oricon Singles Chart. Em 20 de fevereiro de 2008, seu primeiro álbum de estúdio, BLACK LIST, foi lançado em três edições e alcançou a segunda posição na Oricon.
Em 2011, como forma de agradecimento aos fãs o ABC realizou o ABC DreamCUP 2011 em comemoração ao seu quarto aniversário. Apresentaram três shows intitulados FREE LIVE 2011 em três locais ao redor do Japão: Aichi, Osaka e Yamanashi. Embora os planos eram de abrigar no máximo 40.000 pessoas, o número total de interessados ultrapassou 160.000. Por conta disso, o show em Yamanashi no parque Fuji-Q Highland foi transmitido ao vivo no Ustream.
Em 2012, participaram do segundo álbum de tributo a Buck-Tick, Parade II ~Respective Tracks of Buck-Tick~, na faixa "Romanesque".
Seu terceiro álbum de estúdio, 2012 (estilizado como 『2012』 ), lançado em 21 de março de 2012, tornou-se o primeiro álbum a alcançar o primeiro lugar na Oricon Albums Chart, vendendo mais de 200.000 cópias. Voltaram a alcançar a posição número um cinco anos depois, com seu quinto álbum de estúdio, Acid BLOOD Cherry, lançado em 21 de junho de 2017. Seu décimo quinto single "Yes" (イ エ ス) ganhou o primeiro lugar no USEN Yearly Ranking.
No ano de 2015, aconteceu o projeto ABC Dream CUP 2015 LOVE, semelhante ao de 2011, desta vez com um show grátis para cerca de 80,000 pessoas.
Em agosto de 2017, yasu anunciou que suspenderia suas atividades por tempo indeterminado devido a complicações em sua saúde, especificamente problemas nas suas vértebras cervicais.

## Discografia
Álbuns de estúdio
| Título            | Lançamento              | Posição na Oricon |
| ----------------- | ----------------------- | ----------------- |
| BLACK LIST        | 20 de fevereiro de 2008 | 2                 |
| Q.E.D             | 26 de agosto de 2009    | 2                 |
| 『2012』          | 21 de março de 2012     | 1                 |
| L -el-            | 25 de fevereiro de 2015 | 2                 |
| Acid BLOOD Cherry | 21 de junho de 2017     | 1                 |

Álbuns de covers
| Título       | Lançamento            | Posição na Oricon |
| ------------ | --------------------- | ----------------- |
| Recreation   | 21 de maio de 2008    | 3                 |
| Recreation 2 | 30 de junho de 2010   | 7                 |
| Recreation 3 | 6 de março de 2013    | 3                 |
| Recreation 4 | 25 de janeiro de 2017 | 5                 |